# Articolazione iposfene-ipantro
L'articolazione iposfene-ipantro è un'articolazione accessoria presente nelle vertebre di alcuni rettili fossili del gruppo degli arcosauromorfi. Consiste in un processo situato sul lato posteriore della vertebra, l'iposfene, che si inserisce in una depressione sulla superficie anteriore della vertebra successiva, l'ipantro. Tali articolazioni si osservano nelle vertebre dorsali e, talvolta, anche nelle ultime vertebre cervicali e nelle prime vertebre caudali.
Nella maggior parte dei tetrapodi, uomo compreso, le vertebre sono collegate fra loro soltanto tramite il centro vertebrale e le articolazioni formate dalle zigapofisi. Strutture accessorie come l'iposfene-ipantro, che aumentano la rigidità della colonna vertebrale, si ritrovano in vari gruppi di rettili; un esempio analogo è rappresentato dalle articolazioni zigosfene-zigantro nei serpenti.
La giuntura iposfene-ipantro compare in diversi gruppi di arcosauromorfi non imparentati tra loro, specialmente in forme di grandi dimensioni, come i rauisuchidi e i silesauridi e, fra i dinosauri, nei saurischi. L'evoluzione di questa struttura mirava a rendere la colonna vertebrale più solida e probabilmente favorì il gigantismo osservato nei sauropodi.
I primi dinosauromorfi (antenati dei dinosauri), come Marasuchus, Lagosuchus ed Euparkeria, così come i dinosauri ornitischi, ne sono privi. Poiché l'articolazione manca sia negli antenati dei saurischi sia in tutti i dinosauri non saurischi, è considerata una sinapomorfia (ovvero un carattere distintivo) dei saurischi, secondo quanto proposto da Gauthier nel 1986. Infatti, si ritrova in tutti i membri basali di questo gruppo, ma si è persa in diverse linee evolutive di saurischi. Anche se era presente nel dromeosauride Rahonavis, dalle caratteristiche simili a quelle degli uccelli, è assente negli uccelli odierni, probabilmente a causa dell'elevato grado di modifica delle loro vertebre. Tra i sauropodomorfi compare nei prosauropodi e nella maggior parte dei sauropodi, ma si è persa indipendentemente in due linee di sauropodi del Cretaceo, i titanosauri e i rebbachisauridi.
L'iposfene si presenta di solito come una cresta verticale posta al di sotto della postzigapofisi, mentre l'ipantro è collocato tra le prezigapofisi. Nei sauropodi, questa articolazione mostra una notevole variabilità di forme.